# Международная стандартная отраслевая классификация
Международная стандартная отраслевая классификация всех видов экономической деятельности (МСОК; ISIC — International Standard Industrial Classification of All Economic Activities) — справочная классификация видов экономической деятельности, разработанная ООН. Классификация обеспечивает механизм, в рамках которого возможно производить сбор, обработку и хранение информации, необходимой для экономического анализа и принятия решений в макроэкономическом масштабе. Также МСОК обеспечивает непрерывный поток информации, которая может быть использована для международных сопоставлений. Основная область применения классификатора ограничивается экономической статистикой, однако в последнее время всё шире используется и в административных целях. По состоянию на 2012 год используется четвёртая пересмотренная версия классификатора от 2009 года (МСОК 4, ISIC v4).

## Общая структура МСОК 4
| Раздел | Подраздел | Описание |
| ------ | --------- | --- |
| A      | 01-03     | Сельское хозяйство, лесоводство и рыболовство |
| B      | 05-09     | Горнодобывающая промышленность и разработка карьеров |
| C      | 10-33     | Обрабатывающая промышленность |
| D      | 35        | Снабжение электроэнергией, газом, паром и кондиционированным воздухом |
| E      | 36-39     | Водоснабжение; системы канализации, удаление отходов и меры по восстановлению окружающей среды                                                                              |
| F      | 41-43     | Строительство |
| G      | 45-47     | Оптовая и розничная торговля; ремонт автомобилей и мотоциклов |
| H      | 49-53     | Транспорт и складское хозяйство |
| I      | 55-56     | Размещение и общественное питание |
| J      | 58-63     | Информация и связь |
| K      | 64-66     | Финансовая деятельность и страхование |
| L      | 68        | Операции с недвижимым имуществом |
| M      | 69-75     | Профессиональная, научная и техническая деятельность |
| N      | 77-82     | Деятельность в сфере административных и вспомогательных услуг |
| O      | 84        | Государственное управление и оборона; обязательное социальное страхование                                                                                                   |
| P      | 85        | Образование |
| Q      | 86-88     | Деятельность в сфере здравоохранения и социальных услуг |
| R      | 90-93     | Искусство, сфера развлечений и отдыха |
| S      | 94-96     | Прочие виды деятельности в сфере услуг |
| T      | 97-98     | Деятельность домашних хозяйств в качестве работодателей; недифференцированная деятельность домашних хозяйств по производству товаров и услуг для собственного использования |
| U      | 99        | Деятельность экстерриториальных организаций и органов |

## МСОК 3
Ревизия 1989 года
| Раздел | Подраздел             | Описание                                                                           |
| ------ | --------------------- | ---------------------------------------------------------------------------------- |
| A      | 01-02                 | Сельское хозяйство, лесоводство и охота                                            |
| B      | 05                    | Рыболовство                                                                        |
| C      | 10-14                 | Добывающая промышленность                                                          |
| D      | 15-37                 | Обрабатывающая промышленность                                                      |
| E      | 40-41                 | Водоснабжение, снабжение газом и водой                                             |
| F      | 45                    | Строительство                                                                      |
| G      | 50-52                 | Оптовая и розничная торговля; ремонт автомобилей и мотоциклов                      |
| H      | 55                    | Отели и Рестораны                                                                  |
| I      | 60-64                 | Транспорт, Склады и Коммуникации                                                   |
| J      | 65-67                 | Финансовое посредничество                                                          |
| K      | 70-74                 | Недвижимость, аренда и коммерческая деятельность                                   |
| L      | 75                    | Общественная деятельность, оборона и соцзащита                                     |
| M      | 80                    | Образование                                                                        |
| N      | 85                    | Здравоохранение                                                                    |
| O      | 84                    | Государственное управление и оборона; обязательное социальное страхование          |
| P      | 85                    | Образование                                                                        |
| Q      | 90-93                 | деятельность прочих общественных организаций                                       |
| R      | 95 (95-97 в МСОК 3.1) | прочие услуги частных компаний, (услуги для собственного использования в МСОК 3.1) |
| S      | 99                    | Деятельность экстерриториальных организаций и органов                              |

## МСОК 2
Ревизия 1968 года
| Раздел | Подраздел | Описание                                                |
| ------ | --------- | ------------------------------------------------------- |
| 1      | 11-13     | Сельское хозяйство, лесоводство и охота, рыболовство    |
| 2      | 21-23, 29 | Добывающая промышленность                               |
| 3      | 31-39     | Обрабатывающая промышленность                           |
| 4      | 41-42     | Водоснабжение, снабжение газом и водой                  |
| 5      | 50        | Строительство                                           |
| 6      | 61-63     | Оптовая и розничная торговля, Отели и Рестораны         |
| 7      | 71-72     | Транспорт, Склады и Коммуникации                        |
| 8      | 81-83     | Финансовые услуги                                       |
| 9      | 91-96     | Образование, Здравоохранение, общественная деятельность |
| 0      | 00        | Прочие услуги                                           |

## МСОК 1
Ревизия 1958 года
| Раздел | Подраздел | Описание                                             |
| ------ | --------- | ---------------------------------------------------- |
| 0      | 01-04     | Сельское хозяйство, лесоводство и охота, рыболовство |
| 1      | 11-14, 19 | Добывающая промышленность                            |
| 2-3    | 20-39     | Обрабатывающая промышленность                        |
| 4      | 40        | Строительство                                        |
| 5      | 51        | Снабжение электроэнергией, газом и водой             |
| 6      | 61-64     | Коммерция                                            |
| 7      | 71-74     | Транспорт, Склады и Коммуникации                     |
| 8      | 81-85     | услуги                                               |
| 9      | 90        | Прочая деятельность                                  |